# Ivan I. Moskovski
Ivan I. Danilovič Kalita (rusko Ива́н I Данилович Калита́) je bil od leta 1322 ali 1325 do 1340 moskovski knez, od leta 1328 do 1340 veliki vladimirski knez in od leta 1328 do 1337 novgorodski knez, * 1. oktober 1284 ali 1288, † 31. marec 1340, Moskva.
Bil je sin Danila Aleksandroviča in mlajši brat Jurija Daniloviča. Vzdevek Kalita je dobil zaradi velikodušnosti in varčnosti.

## Življenje
Ian je bil sin moslovskega kneza Danila Aleksandroviča.
Po smrti starejšega brata Jurija Daniloviča  je Ivan podedoval Moskovsko kneževino. Boril se je za naslov velikega vladimirskega kneza, ki bi ga lahko pridobil le s soglasjem kana Zlate Horde. Glavni tekmeci v tem boju so bili tverski knezi  Mihael, Dimitrij groznih oči in Aleksander II., ki so vsi pridobili naslov velikega vladimirskega kneza, a so jim ga odvzeli in v Zlati hordi vse tri umorili. Leta 1328 je Ivan I. prejel soglasje Mohameda Uzbeg kana, da postane veliki vladimirski  knez s pravico pobiranja davkov iz vseh ruskih dežel.
Po mnenju ruskega zgodovinarja Klučevskega so na vzpon Moskve pod Ivanom I. Kalito vplivali trije dejavniki. Prvi je bil, da se je Moskovska kneževina nahajala sredi drugih ruskih kneževin in bila zato zaščitena pred neposrednimi vdori z vzhoda in zahoda. V primerjavi s svojima sosedama, Rjazansko kneževino in Tversko kneževino, je bila manjkrat opustošena. Relativna varnost moskovske regije je sprožil drugi dejavnik vzpona Moskve - priliv delovnih ljudi in davkoplačevalcev, ki so bili utrujeni od nenehnih napadov in so se preselili v Moskvo iz drugih ruskih regij. Tretji dejavnik je bila trgovska pot od Novgoroda do reke Volge.
Po Baumerju ju Uzbeg kan sprejel usodno odločitev, ko je opustil prejšnjo politiko deli in vladaj. Novi veliki knez je postal odgovoren za pobiranje in posredovanje vseh dajatev in davkov iz vseh ruskih mest. Ivan je svoje delo opravljal vestno,  s čimer je še okrepil svoje privilegije in postavil temelje Moskve kot regionalne velesile.
Ivan Kalita je zavestno  vodil politiko priseljevanja ljudi v svojo kneževino, jih vabil in celo odkupoval ujetnike, ki so jih Mongoli ujeli med svojimi napadi. Uspelo mu je poloviti vse tatove v svojih deželah in zagotoviti varnost potujočim trgovcem. Notranji mir in red so skupaj z odsotnostjo mongolskih napadov na moskovsko kneževino v ruskih kronikah omenjen kot »velik mir, tišina in olajšanje ruske zemlje«.
Moskva je med njegovim vladanjem zelo obogatela, ker je ostala zvesta Zlati hordi. Od tod izvira knezov vzdevek Kalita, ki pomeni »mošnja«. Bogastvo je uporabil za dajanje posojil sosednjim ruskim kneževinam. Slednje so postajale vedno bolj zadožene, kar je sčasoma omogočilo Ivanovim naslednikom, da jih priključijo. Ljudje so Ivana imenovali »nabiralec ruskih dežel«. Kupoval je zemljišča okoli Moskve, ki so jih revni lastniki pogosto prostovoljno prodali. Nekateri knezi so ohranili pravico vladati v svojih deželah v Ivanovem imenu. Moskovski kneževini se je na tak ali drugačen način pridružilo več mest in vasi – leta 1323 Uglič, leta 1328–1338 kneževina Belozero in leta 1340 kneževina Galič. Ivanov največji uspeh je bil prepričati kana v Saraju, da za velikega kneza Vladimirja imenuje njegovega sina Simeona Ponosnega. Od takrat naprej je ta položaj skoraj vedno pripadal moskovski vladarski hiši. Vodja ruske cerkve,  metropolit Peter, katerega avtoriteta je bila izjemno visoka, se je preselil iz Vladimirja v Moskvo.
Po litovskem napadu na mesto Toržok leta 1335 med moskovsko-litovskimi vojnami se je Ivan maščeval s požganjem mest Osečen in Rjasna.

## Smrt
Ivan I.je umrl v Moskvi 31. marca 1340 ali 1341. Pokopan je bil 1. aprila v moskovski stolnici nadangela Mihaela kot prvi, ki je bil pokopan v njej.

## Družina
Ivan I. je bil dvakrat poročen. O poreklu njegove prve žene Elene ni nobenega zanesljivega podatka. Domneva se, da je bila hčerka Aleksandra Gleboviča, kneza Smolenska. V zakonu z njo so bili rojeni:
- Simeon Ivanovič (7. november 1316 – 27. april 1353), bodoči moskovski veliki knez,
- Danijel Ivanovič  (11. december 1319/20–1328),
- Fefinija Ivanovna, ki je umrla v mladosti,
- Marija Ivanovna (umrla 2. junija 1365), leta 1328 poročena z rostovskim knezom Konstantinom,
- Ivan Ivanovič (30. marec 1326 – 13. november 1359), bodoči moskovski veliki knez,
- Andrej Ivanovič (4. avugust 1327 – 6. junij 1353), novgorodski knez,
- Evdokija Ivanovna (1314 – 1342), poročena z Vasilijem Mihajlovičem, knezom Jaroslavla, in
- Feodosija Ivanovna (umrla 1389), poročena z belozerskim knezom Fjodorjem Romanovičem.

Kneginja Elena je umrla 1. marca 1331. Leto kasneje se je Ivan poročil z Uljano, domnevno hčerko Fjodorja Davidoviča Gališkega, ki mu je za doto prinesla pol očetove  Gališke kneževine. Po mnenju A.V. Eksemplarskega je bila v tem zakonu rojena samo ena hčerka, medtem ko je V.A. Kučkin domneval, da sta bili dve: Marija in Teodozija, ki sta v kneževi oporoki navedeni kot »mladi otroci«. Ena od njiju je bila leta 1359 še živa, o drugi pa se ne ve ničesar. Uljana je preživela moža in umrla med letoma 1366 in 1372.

## Zapuščina
Pod Ivanom I. je Moskva aktivno rasla. Glavni del mesta je postala njegova rezidenca na hribu Borovicki. V Kremlju so začeli graditi lesene ali kamnite zgradbe. Zgrajene so bile številne cerkve: v letih 1326–1327 stolnica Marijinega vnebovzetja, leta 1329 cerkev z zvonikom Ivana Velikega, leta 1330 stolnica Odrešenika v boru (gozdu) in leta 1333 stolnica nadangela Mihaela, kjer so pokopani Ivan I. in njegovi potomci. Med letoma 1339 in 1340 je Ivan I. na hribu Borovicki postavil novo, večjo hrastovo trdnjavo.
V Ivanovi oporoki je bila prvič omenjena »zlata kapa«, ki se istoveti z dobro znano Monomahovo krono, glavno krono ruskih vladarjev.